# Ligne Ginza
La ligne Ginza (銀座線, Ginza-sen) est une ligne du métro de Tokyo au Japon gérée par la compagnie Tokyo Metro. Elle relie la station de Shibuya à celle d'Asakusa. Elle est officiellement désignée ligne 3. Sur les cartes, sa couleur est orange et est identifiée avec la lettre G.

## Histoire
Cette ligne ferroviaire souterraine est la plus ancienne en Asie : les travaux de construction du tronçon entre Ueno et Asakusa ont commencé le 27 septembre 1925. La ligne a été ouverte le 30 décembre 1927 par la Tokyo Underground Railway Company (東京地下鉄道, Tōkyō Chika Tetsudō). Elle a ensuite été prolongée de nombreuses fois : jusqu'à la station provisoire de Manseibashi en 1930, Kanda en 1931, Kyobashi en 1932 et Shimbashi en 1934.
En 1938, la Tokyo Rapid Railway (東京高速鉄道, Tōkyō Kōsoku Tetsudō), une entreprise liée à l'actuelle compagnie Tōkyū, ouvre une ligne entre Shibuya et Toranomon. Cette dernière est prolongée à Shimbashi l'année suivante et les deux lignes sont interconnectées. En 1941, elles sont regroupées en une seule ligne au sein de la compagnie Teito Rapid Transit Authority (帝都高速度交通営団, Teito Kōsokudo Kōtsū Eidan), l'ancêtre de Tokyo Metro.
Elle prend le nom de « ligne Ginza » en 1953 (pour la différencier de la ligne Marunouchi nouvellement créée).

## Caractéristiques

### Ligne
La ligne Ginza, comme la ligne Marunouchi, utilise des voies à écartement standard (1 435 mm) contrairement aux autres lignes de métro de Tokyo qui utilisent l'écartement métrique (1 067 mm).
Étant la ligne la plus ancienne, la ligne de Ginza est la plus proche de la surface. L’extrémité ouest de la ligne est en extérieur, se terminant au troisième étage de la gare de Shibuya.

### Tracé
S'étendant sur une distance de 14,3 km, la ligne traverse Tokyo du sud-ouest au nord-est en traversant les arrondissements de Shibuya, Minato, Chūō, Chiyoda, et Taitō.
|  |

### Liste des stations
La ligne comporte 19 stations, identifiées de G-01 à G-19.
| Numéro | Station         | Nom japonais | Distance (km) | Correspondances | Arrondissement |
| ------ | --------------- | ------------ | ------------- | --- | -------------- |
| G01    | Shibuya         | 渋谷         | 0             | Tokyo Metro : Fukutoshin, Hanzōmon JR East : Saikyō, Shōnan-Shinjuku, Yamanote Keiō : Inokashira Tōkyū : Den-en-toshi, Tōyoko                                  | Shibuya        |
| G02    | Omotesandō      | 表参道       | 1,3           | Tokyo Metro : Chiyoda, Hanzōmon | Minato         |
| G03    | Gaiemmae        | 外苑前       | 2,0           | | Minato         |
| G04    | Aoyama-itchōme  | 青山一丁目   | 2,7           | Tokyo Metro : Hanzōmon Toei : Ōedo | Minato         |
| G05    | Akasaka-Mitsuke | 赤坂見附     | 4,0           | Tokyo Metro : Marunouchi, Hanzōmon (à Nagatachō), Namboku (à Nagatachō), Yūrakuchō (à Nagatachō)                                                               | Minato         |
| G06    | Tameike-Sannō   | 溜池山王     | 4,9           | Tokyo Metro : Namboku, Chiyoda (à Kokkai-gijidōmae), Marunouchi (à Kokkai-gijidōmae)                                                                           | Chiyoda        |
| G07    | Toranomon       | 虎ノ門       | 5,5           | | Minato         |
| G08    | Shimbashi       | 新橋         | 6,3           | Toei : Asakusa JR East : Keihin-Tōhoku, Tōkaidō, Yokosuka, Yamanote New Transit Yurikamome : Yurikamome                                                        | Minato         |
| G09    | Ginza           | 銀座         | 7,2           | Tokyo Metro : Hibiya, Marunouchi | Chūō           |
| G10    | Kyōbashi        | 京橋         | 7,9           | | Chūō           |
| G11    | Nihombashi      | 日本橋       | 8,6           | Tokyo Metro : Tōzai Toei : Asakusa | Chūō           |
| G12    | Mitsukoshimae   | 三越前       | 9,2           | Tokyo Metro : Hanzōmon JR East : Sōbu (à Shin-Nihombashi) | Chūō           |
| G13    | Kanda           | 神田         | 9,9           | JR East : Chūō, Keihin-Tōhoku, Yamanote | Chiyoda        |
| G14    | Suehirochō      | 末広町       | 11,0          | | Chiyoda        |
| G15    | Ueno-Hirokōji   | 上野広小路   | 11,6          | Tokyo Metro : Hibiya (à Naka-Okachimachi) Toei : Ōedo (à Ueno-Okachimachi)                                                                                     | Taitō          |
| G16    | Ueno            | 上野         | 12,1          | Tokyo Metro : Hibiya JR East Shinkansen : Akita, Jōetsu, Hokuriku, Tōhoku, Yamagata JR East : Jōban, Keihin-Tōhoku, Takasaki, Tōhoku, Yamanote Keisei : Keisei | Taitō          |
| G17    | Inarichō        | 稲荷町       | 12,8          | | Taitō          |
| G18    | Tawaramachi     | 田原町       | 13,5          | | Taitō          |
| G19    | Asakusa         | 浅草         | 14,3          | Toei : Asakusa Tōbu : Skytree | Taitō          |

## Matériel roulant
La ligne Ginza utilise des rames série 1000 de six voitures, dont le design rappelle celui des rames qui circulaient sur la ligne à son ouverture en 1927. Elles remplacent les rames séries 01 qui ont roulé sur la ligne de 1983 à 2017.

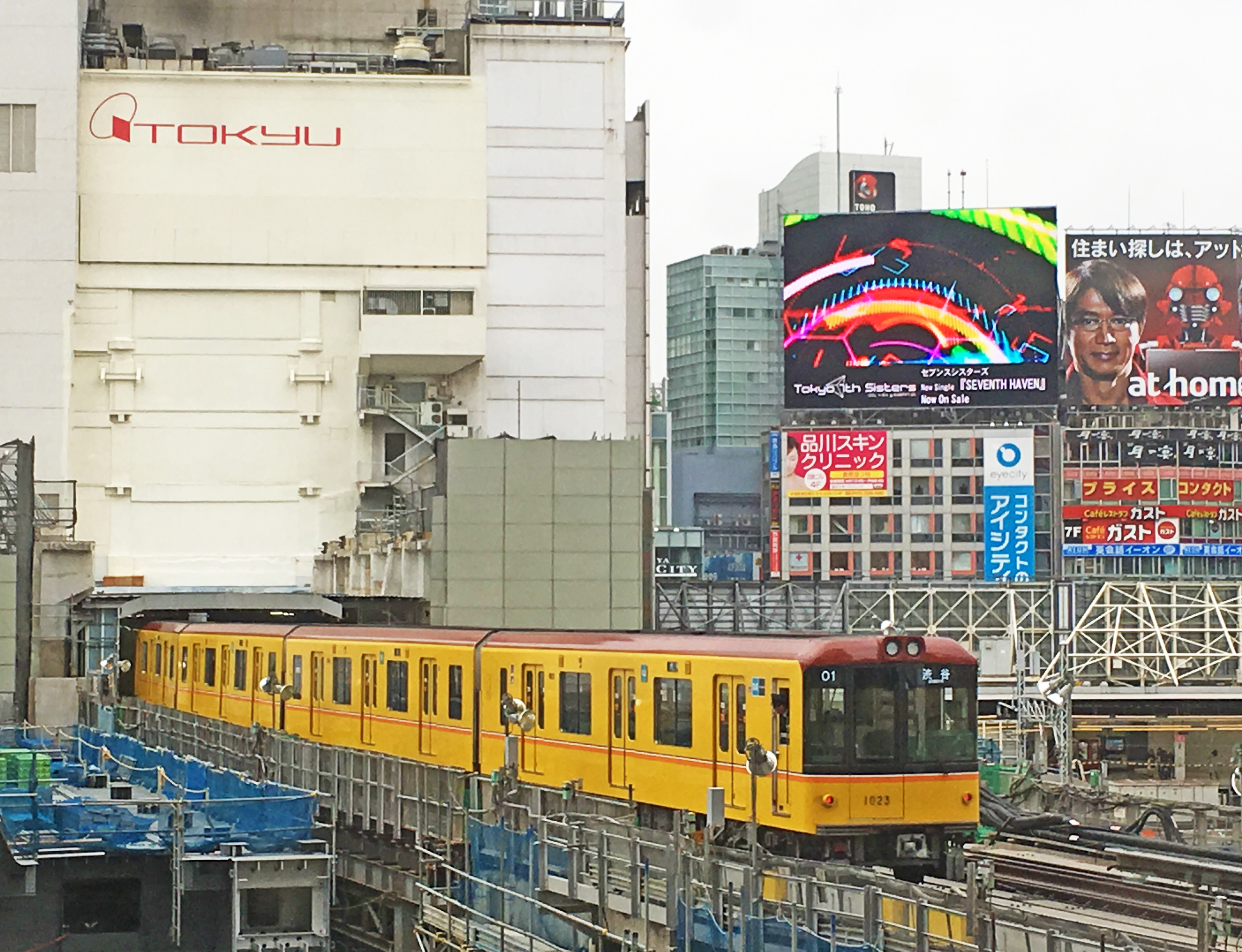
Tokyo Metro série 1000
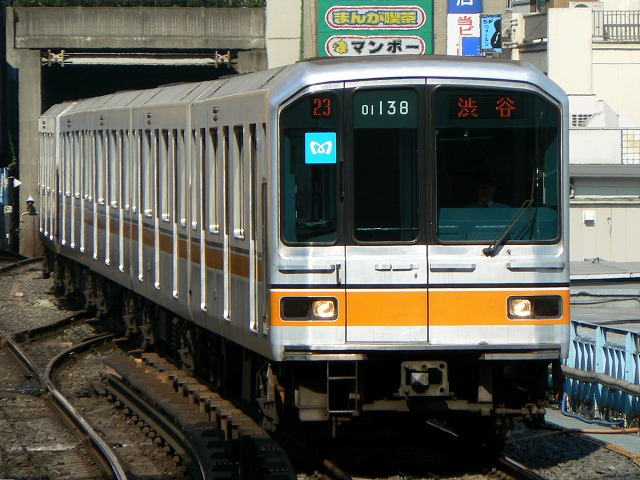
Tokyo Metro série 01
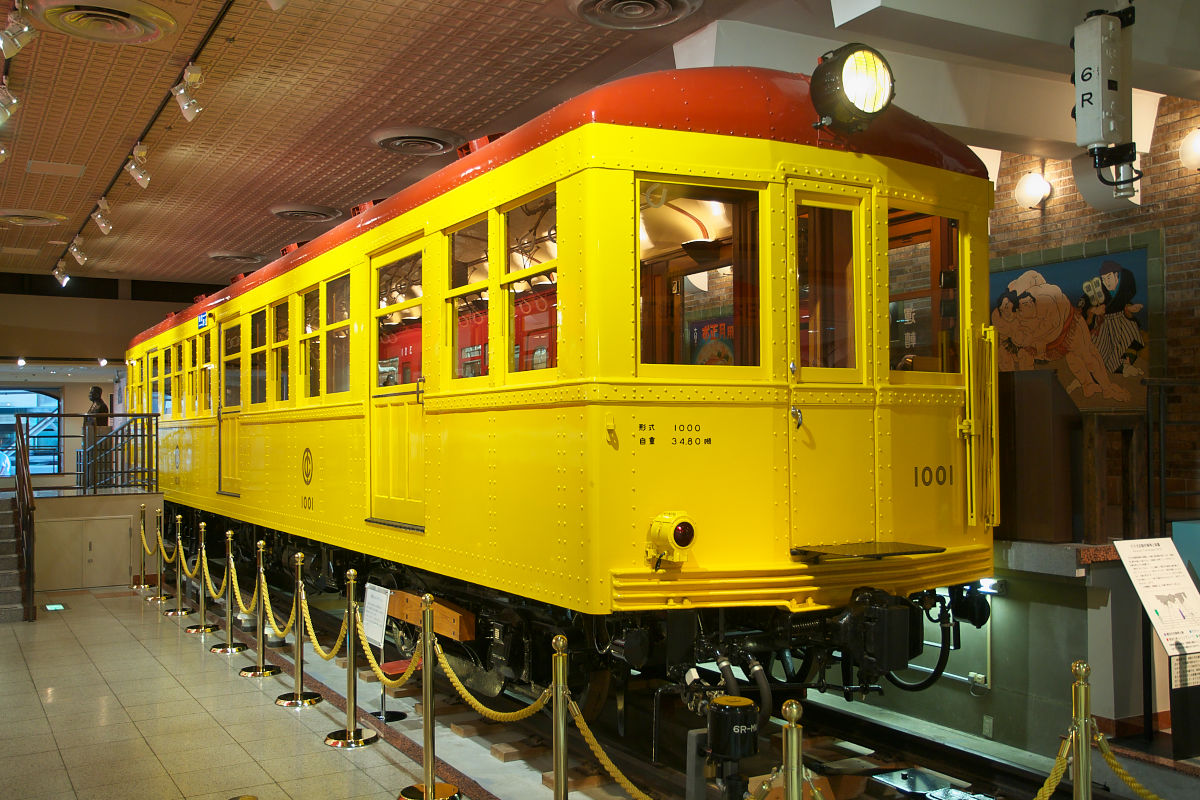
Tokyo Metro série 1000 original